# Успение Пресвятой Богородицы
Успе́ние Пресвято́й Богоро́дицы (греч. Κοίμηση τῆς ὑπεραγίας δεσποίνης ἡμῶν Θεοτόκου καὶ ἀειπαρθένου Μαρίας, церк.-слав. Ѹ҆спе́нїе прест҃ы́ѧ влⷣчцы на́шеѧ бцⷣы и҆ прⷭ҇нод҃вы мр҃і́и; лат. Dormitio sanctae Dei genitricis Mariae — Успение свято́й Богоматери Марии) — праздник православной и католической церквей, посвящённый воспоминанию кончины (успения) Божией Матери. В православии принадлежит к числу двунадесятых. Согласно церковному преданию, в этот день апостолы, проповедовавшие в различных странах, чудесным образом собрались в Иерусалиме, чтобы проститься и совершить погребение Девы Марии.
Иерусалимская, Русская, Грузинская, Сербская, Польская православные церкви, а также старообрядцы и некоторые иные празднуют Успение 15 (28) августа (в XX—XXI веках 15 августа по юлианскому календарю соответствует 28 августа по григорианскому). Католическая церковь празднует Успение 15 августа по григорианскому календарю; Константинопольская, Элладская и ряд иных поместных православных церквей, а также Украинская грекокатолическая церковь — 15 августа по новоюлианскому календарю, совпадающему с григорианским до XXIX века.

## Новозаветная история
Канонические тексты не сообщают о времени и обстоятельствах кончины и погребения Богородицы. Согласно Новому Завету, распятый Христос усыновил Богородице ближайшего ученика — апостола Иоанна, который с этого момента «взял Её к себе» (Ин. 19:25—27) на своё попечение. Она пребывала со всеми апостолами в молитве (Деян. 1:14) и в день Пятидесятницы, как и они, получила дар Святого Духа (Деян. 2:1—14).

## Апокрифы

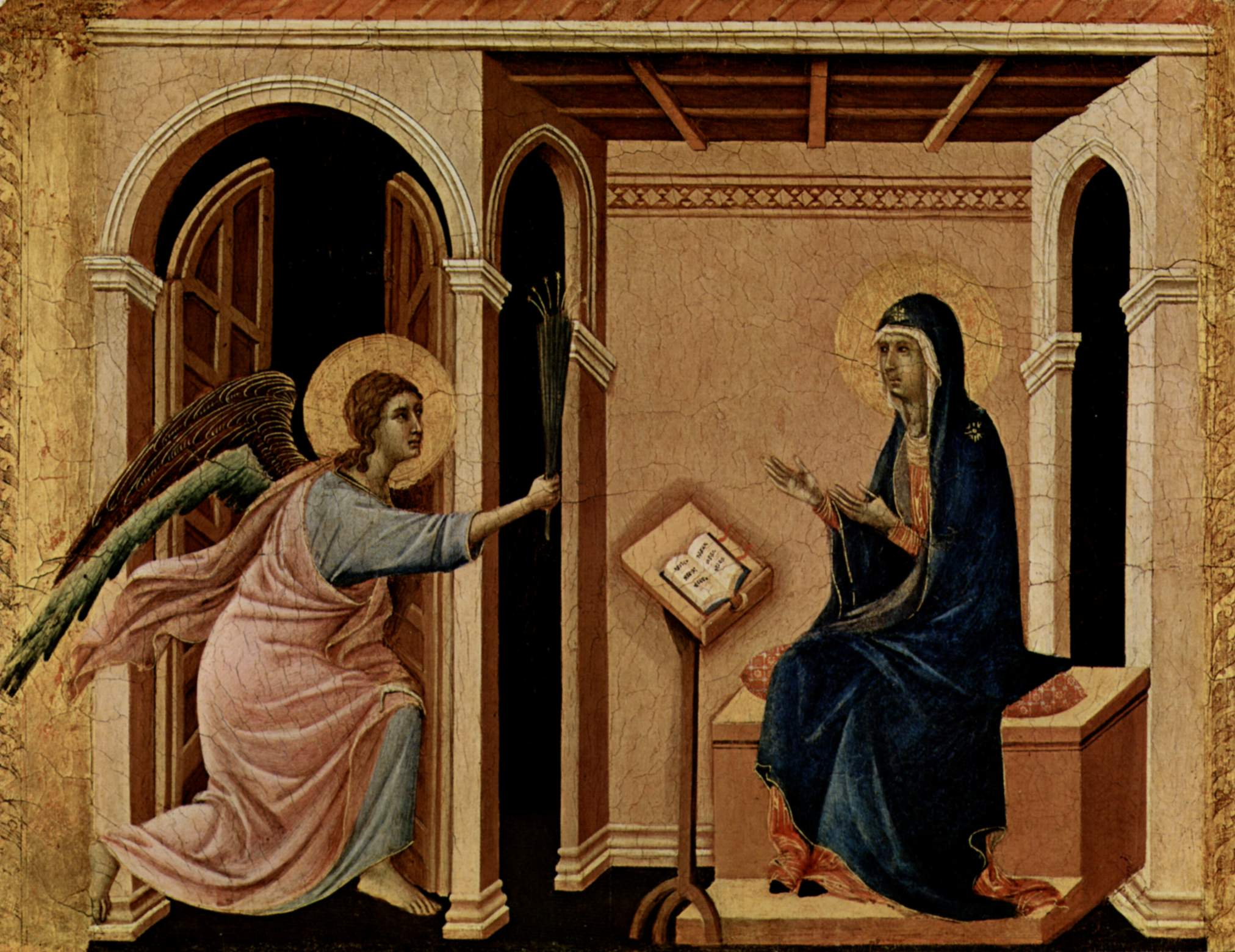
Архангел Гавриил приносит Деве Марии весть о предстоящей кончине (Дуччо, Маэста, деталь. 1308—1311)

Святитель Епифаний Кипрский, по происхождению еврей, уроженец Финикии, принявший христианство в зрелом возрасте и проживший уже будучи монахом более 20 лет в Палестине с 335—340 по 362 год, во второй половине IV века в «Панарионе» (374/5 — 376/7 года), в главе «Против антидикомариамитов» писал:
А если некоторые думают, что мы ошибаемся, то пусть исследуют Писания, и не найдут сведений ни о смерти Марии, ни о том, умерла ли она, ни о том, что не умерла, ни о том, погребена ли она, ни о том, что не погребена. И когда Иоанн предпринял путешествие по Азии, то также нигде не говорится, чтобы он вел с собою святую Деву, но Писание просто умолчало об этом по чрезвычайности чуда, чтобы не привести в изумление разум человеческий… Ибо Писание стоит выше ума человеческого и оставило то неизвестным, так как Дева была сосуд честный и превосходнейший, дабы не остался кто-либо в предположении чего-либо плотского о ней. И так умерла ли она и погребена ли, мы не знаем, но она пребыла чуждою плотского совокупления.
Потому умерла ли святая Дева и погребена: во славе упокоения Ея, в непорочности кончина, в девстве — венец; а если умерщвлена, как написано: «и душу её пройдет оружие» (Лук.2.35) и в таком случае с мучениками слава Ея и в блаженстве святое тело Ея, через которое Свет воссиял миру. А может быть Она осталась в живых, так как не изнеможет у Бога всё, что Он хочет делать (Лук.1.37.), ибо о кончине Ея никому не было известно. Вообще сверх должного не должно почитать святых, а чтить Владыку их. Посему престанет заблуждение обольщенных.

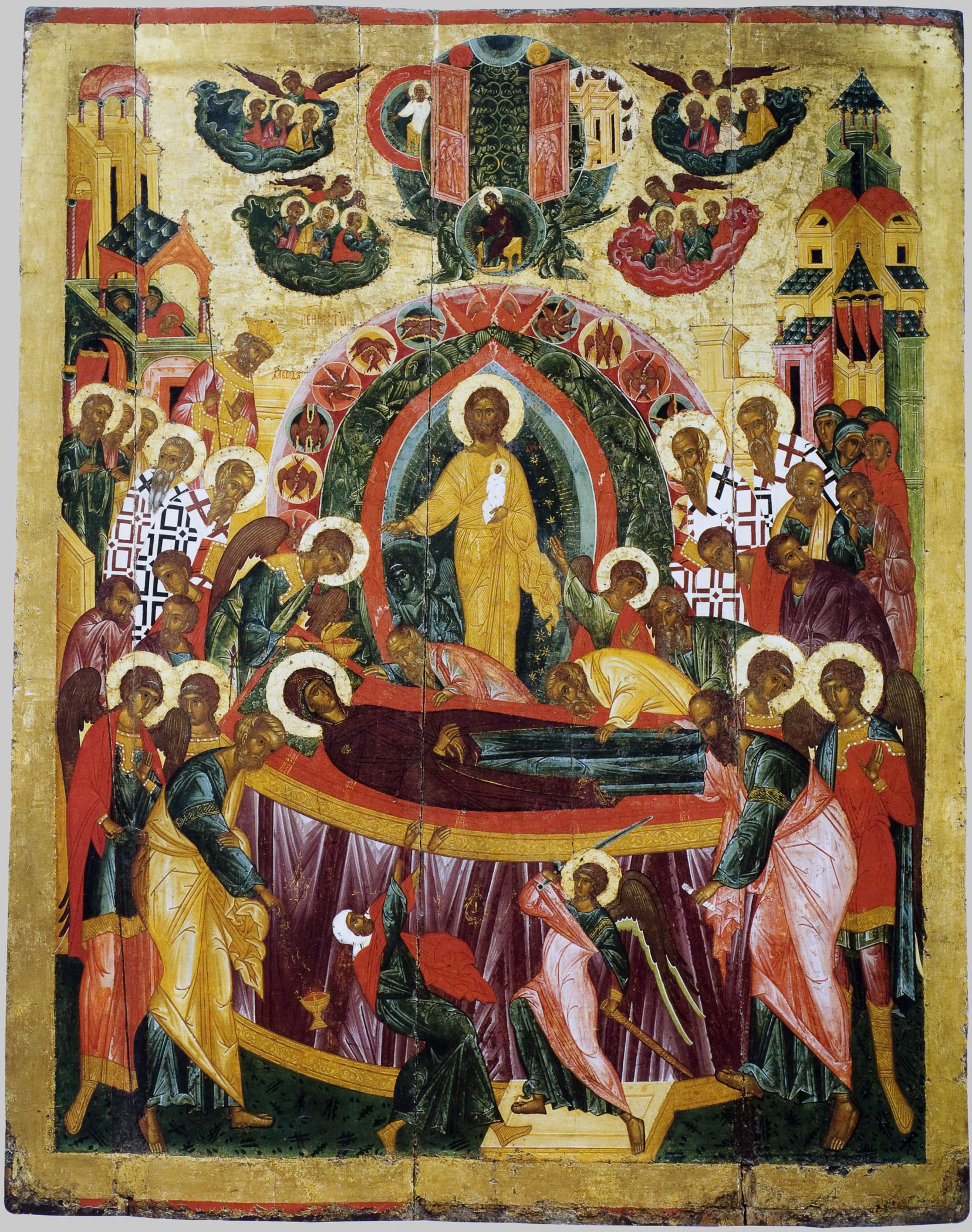
Икона. Успение Богоматери. XVI век, Новгород. Государственный Русский музей, Санкт-Петербург. Внизу иконы изображён сюжет из апокрифа «Сказание об Успении Богородицы» Псевдо-Иоанна Богослова (конец V, или начало VI века) — ангел огненным мечом отрубает руки иудея Иефании (позднее названного: Афоний), который пытался сбросить тело Марии с одра

О событиях Успения и погребения Богородицы известно из поздних апокрифов: «Сказание об Успении Богородицы» Псевдо-Иоанна Богослова (конец V, или начало VI века), сирийский апокриф «Исход Марии Девы» Псевдо-Мелитона Сардийского (конец V, или начало VI века), «Письмо Псевдо-Дионисия Ареопагита к Титу», «Слове Иоанна, архиепископа Солунского» (VII век), «коптское сказание об исходе» (VII век), «латинское сказание об исходе „W“» (VII век), «армянское сказание об исходе» (VII век), «сказание Псевдо-Иосифа Аримафейского» (VII век), «История Евфимия» (VII век). Один из таких апокрифов помещён в «Истории Церкви» Никифора Ксанфопула. Перечисленные апокрифы отличаются друг от друга содержанием. Известно не менее 70 различных апокрифов, написанных на самых разных языках (греческий, сирийский, коптский, латинский, ирландский, армянский, арабский, эфиопский, грузинский, славянский).

## История праздника

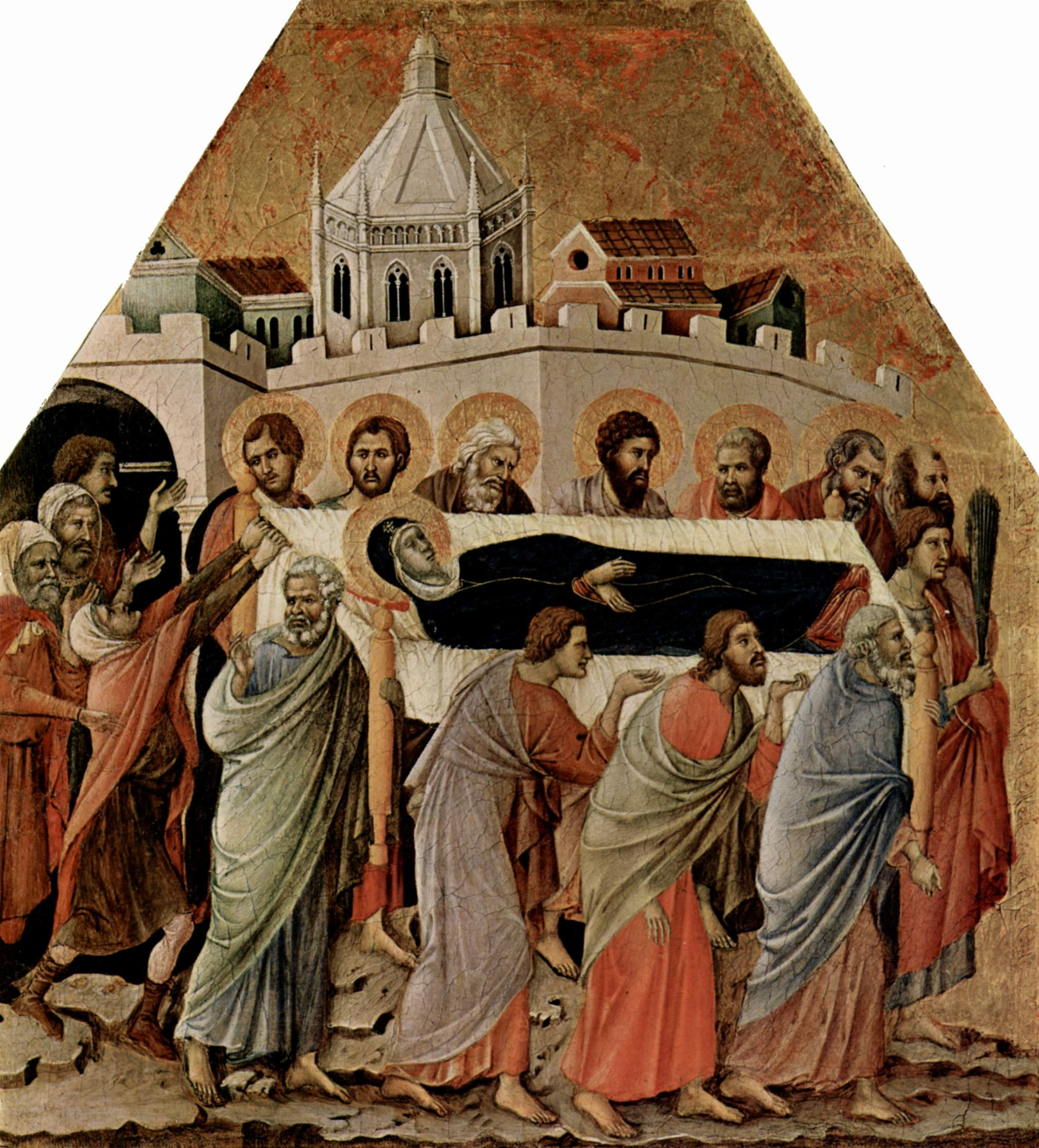
Погребение Богородицы (Дуччо, Маэста, деталь)

В отличие от празднования мучеников в христианской церкви, у праздников в честь Девы Марии более позднее происхождение. Для их появления необходимо было позднейшее богословское углубление в догмат воплощения для защиты от посягательства еретиков на достоинство Богоматери, что произошло только в V веке (Эфесский собор в 431 году и Халкидонский собор в 451 году). Только после этого христианская церковь обратила внимание на личность Марии. В похвальной речи Феодора Петрского преподобному Феодосию Великому (около 530 года) говорится, что в палестинских монастырях ежегодно с большой торжественностью совершается память Богородицы, а о собственно празднике Успения в греческой Церкви достоверные известия начинаются лишь с конца VI века. Как свидетельствует Никифор Каллист Ксанфопул в «Истории Церкви», император Маврикий (конец VI века) издал эдикт, в котором установил дату празднования Успения Богородицы — 15 августа в благодарность за победу, одержанную над персами. Михаил Скабалланович приводит два варианта: либо тогда праздник стал общецерковным (общеимперским), либо император перенёс праздник с 18 января на 15 августа.
Дата празднования,15 августа, была выбрана не случайно. Ранее, как свидетельствует армянский лекционарий V века (сохранивший древнюю литургическую практику Иерусалимской церкви), этот день отмечался под названием: «Исполнение Марией Богородицей правила на второй миле от Вифлеема», связанный с событием, описанным в Евангелии от Луки (2:1—7), исполняя повеление императора Августа о переписи, Иосиф с беременной Мариею из Назарета идут в Вифлеем, однако для них не было места в гостинице. По этой причине, когда Иисус Христос родился, он был положен в яслях для скота. В Иерусалимском лекционарии VII — начало VIII века (сохранившемся в грузинском переводе) 15 августа уже отмечался как «В Гефсимании, в постройке царя Маврикия, память Богородицы», при этом указан тропарь, глас 6, посвящённый Успению Марии: «Егда преставилася еси» (по-русски: «Когда умерла»).
В латинских церквях свидетельства о празднования Успения до VIII века очень редкие, и этот праздник не был общераспространённым. От VII века сохранилось только одно свидетельство существования праздника Успения — постановление папы Римского Сергия (687—701): «в дни Благовещения, Рождества и Успения (Dormitionis) Преславной Марии» литания выходила от (храма) св. Адриана и до св. Марии встречал её народ". В Риме праздник под названием «Dormitio Beatae Virginis» («успение блаженной Марии»), заимствован из Константинополя. В латинских манускриптах дата Успения испытывает колебания между январём и августом. В Псевдо-иеронимовом мартирологе VIII века (Martyrologium Hieronymianum) существовали две даты, связанные с успением Марии, — 18 января «Depositio Beatae Mariae» («кончина блаженной Марии»), а 14 августа — «Assumptio» («взятие на небо»). В Мартирологе Узуарда IX века и в Мартирологе Адона IX века уже один праздник Успение — 15 августа.
У части христиан праздник Успения был связан с Богоявлением, у несториан праздник «Пресвятой Марии» — тотчас по Рождестве Христовом; в коптском календаре VII века 16 января (вскоре по отдании Богоявления) — «рождение Госпожи Марии», в календаре IX века 16 января — «смерть и воскресение Богородицы».
Наиболее раннее упоминание о событии успения Марии среди авторов, подписавшихся собственным именем, — у Григория Турского (конец VI века) в сочинении «О славе мучеников» (лат. «De gloria martyrum»), пересказавшего апокриф «Псевдо-Мелитона Сардийского»:
Когда Мария была при конце Своего поприща земного, собрались по божественному внушению все апостолы из всех стран в Её дом иерусалимский. Вот тогда явился Иисус со Своими ангелами, взял душу от Неё и передал её архангелу Михаилу. Апостолы перенесли бездушное тело на следующее утро в гробницу, и, пока они там стояли, опять внезапно появился Господь, взял тело в облако и принёс его в рай, где душа опять с ним соединилась.

## Предание

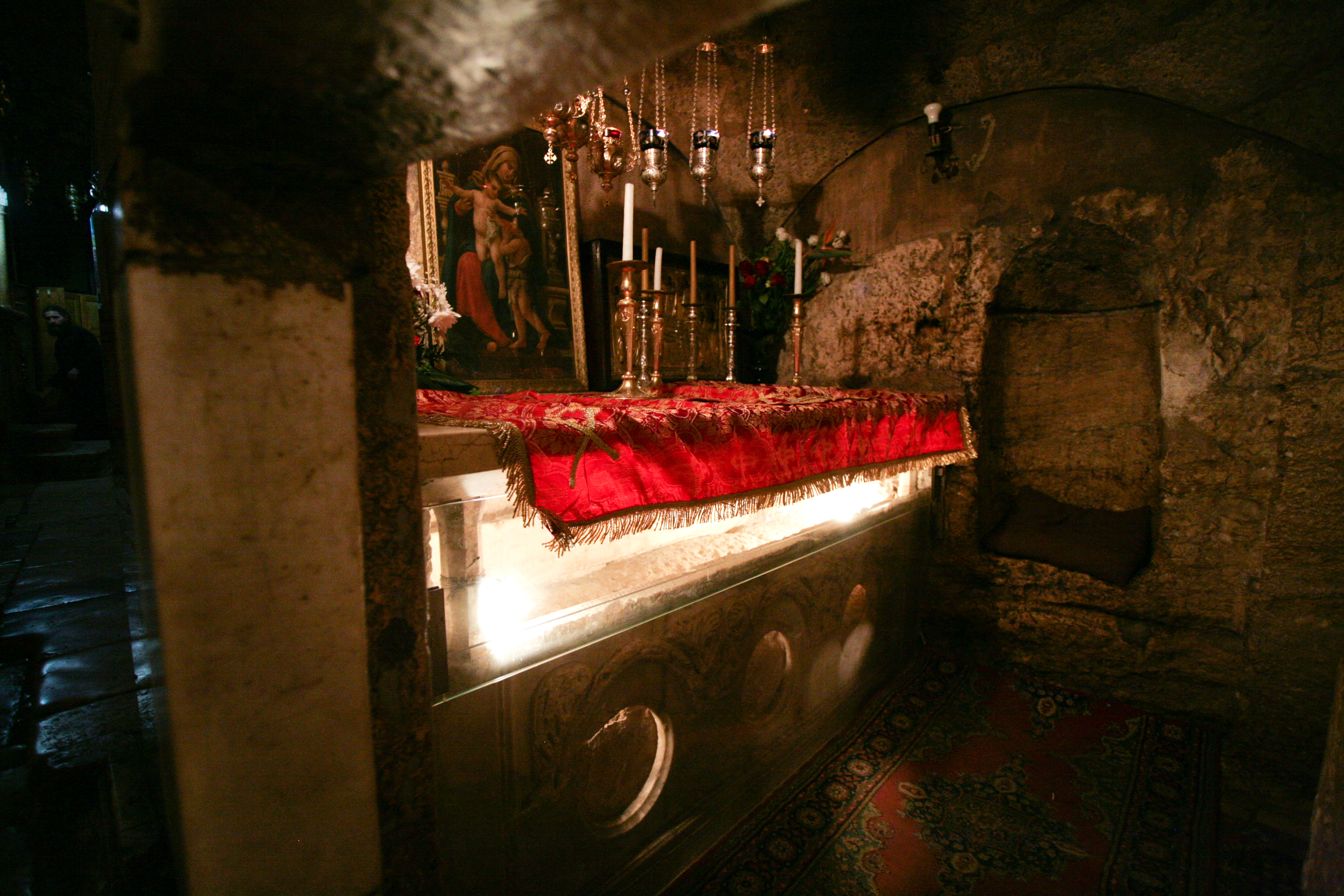
Гробница Богородицы, вид от северного входа в кувуклию

Материалы для агиографии, гимнографии и иконографии Марии, описывающие подробные обстоятельства кончины Богородицы взяты из апокрифов, перечисленных выше.

### Явление архангела
К моменту своей смерти Богородица проживала в Иерусалиме, посещала для молитв Голгофу и Гроб Господень. Однажды во время молитвы ей явился архангел Гавриил, сообщивший, что через три дня она «отойдёт ко Христу Богу». Успокаивая Марию, чтобы она была готова к своему смертному часу, архангел возвестил ей:
Сын Твой и Бог наш с архангелами и ангелами, херувимами и серафимами, со всеми небесными духами и душами праведных приимет Тебя, Матерь Свою, в небесное царство, чтобы Ты жила и царствовала с Ним бесконечное время.
В ознаменование своих слов архангел вручил Богородице ветвь райского древа (Димитрий Ростовский уточняет, что это была ветвь от финиковой пальмы), указав нести её перед гробом Богородицы при погребении.
О полученном от ангела известии Дева Мария сообщила Иосифу Аримафейскому. Желая видеть перед смертью апостолов, она обратилась с молитвой к Богу, и «по повелению Божию, ангелы восхитили разошедшихся с проповедью Евангелия по концам вселенной Апостолов и на облаках принесли их в Иерусалим, поставив на Сионе пред дверями дома, где обитала Матерь Божия». Простившись со всеми близкими и сделав распоряжение относительно своего имущества, Богородица приготовилась к смерти.

Внезапно в горнице заблистал несказанный свет Божественной славы, помрачивший светильники. Те, которым открыто было это видение, пришли в ужас. Они видели, что кровля горницы открыта и слава Господня нисходит с небес, — сам Царь славы Христос со тьмами ангелов и архангелов, со всеми небесными силами, со святыми праотцами и пророками, некогда предвозвещавшими о Пресвятой Деве, и со всеми праведными душами приближался к Пречистой Своей Матери.
— Димитрий Ростовский. Успение Пресвятой Владычицы нашей Богородицы и Приснодевы Марии
После этого Дева Мария мирно скончалась.

### Погребение
Погребение Богородицы апостолы совершили в гробнице, где были упокоены её родители Иоаким и Анна, а также обручённый супруг, Иосиф Обручник. Пречистое тело Девы Марии торжественной процессией несли на одре через Иерусалим. О процессии доложили первосвященникам, однако направленная ими стража не смогла разогнать процессию благодаря чуду: «облачный круг, плывший по воздуху, спустился на землю и точно стеною окружил как святых Апостолов, так и остальных христиан». Проходивший мимо процессии первосвященник Афония попытался опрокинуть одр, но его руки были отсечены невидимой силой. После раскаяния он получил исцеление и исповедал себя христианином. После погребения апостолы закрыли вход в пещеру камнем и удалились.

### Вознесение Богоматери на Небо

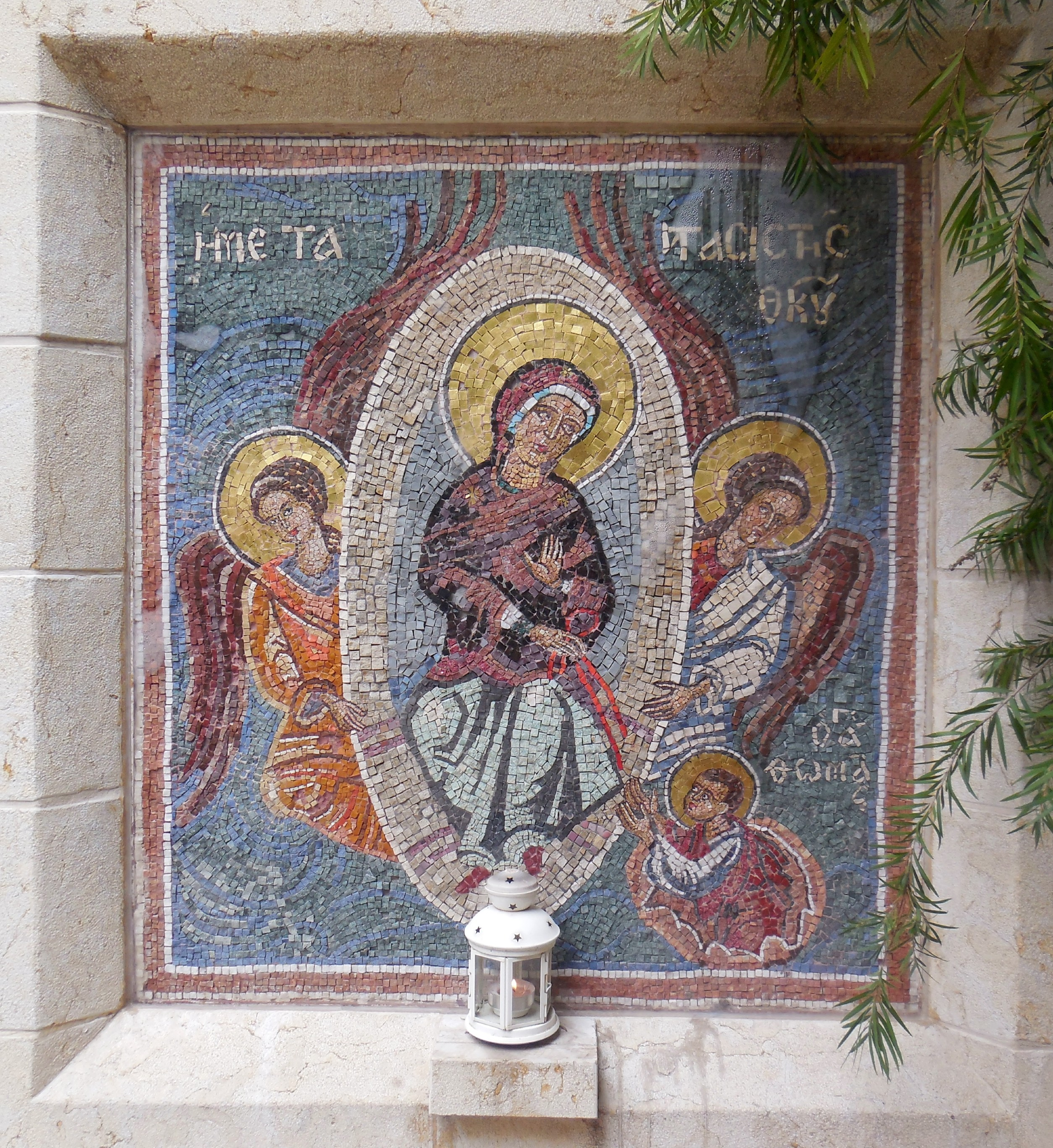
Мозаичное изображение Богородицы XX века, бросающей свой пояс апостолу Фоме. Гефсиманский монастырь Марии Магдалины в Иерусалиме

Греческая версия апокрифа «Сказание об успении Святой Богородицы» упоминает, что тело Богородицы поместилось в рай. Одна из версий латинского апокрифа «Переход Марии» (лат. «Transitus Mariae») содержит дополнительные подробности, связанные с вознесением Божией Матери. В нём упоминается, что в погребении Богородицы не участвовал апостол Фома. Он был перенесён в Иерусалим из Индии после погребения Божией Матери и утверждал, что тела Богородицы нет во гробе. Когда апостолы открыли гробницу, чтобы он мог убедиться в погребении Божией Матери, тела Богородицы там не оказалось. Тогда Фома рассказал, что ему было явлено, как Богородица возносится на небо, и просил, чтобы Она дала ему Своё благословение. Тогда Богородица сбросила ему Свой пояс. Камень, на который, как утверждается, он упал, находится на территории русского Гефсиманского монастыря святой Марии Магдалины на Елеонской горе.
В Минологии Василия II (конец X века) и в Синаксаре Константинопольской церкви (X век) рассказ о воскресении и вознесении Марии отсутствует; в них рассказывается о том, что по просьбе Фомы, которого не было на погребении Марии, апостолы открыли гроб на третий день. В нём не оказалось тела Марии, а была только её одежда, и поясняется, что Бог перенёс тело своей матери в место, которое Он сам знает. Синаксарь дополняет этот рассказ, сообщая, что одежды Марии, которые были найдены в пустом гробе, были перенесены впоследствии во Влахернский храм.
Рассказ об отсутствии тела Богородицы во гробе вошёл в «Жития святых» святителя Димитрия Ростовского:

…когда святые Апостолы, отвалив камень, открыли гроб, то пришли в ужас: во гробе тела Богоматери не было, — остались одни только погребальные пелены, распространявшие дивное благоухание; святые Апостолы стояли в изумлении, недоумевая, что это значит! Лобызая со слезами и благоговением оставшуюся во гробе погребальную пелену, они молились Господу, чтобы Он открыл им, куда исчезло тело Пресвятой Богородицы?

Согласно Димитрию Ростовскому, в этот день вечером за трапезой апостолам явилась на воздухе Богородица в окружении ангелов и приветствовала их словами: «Радуйтесь! — ибо Я с вами во все дни».

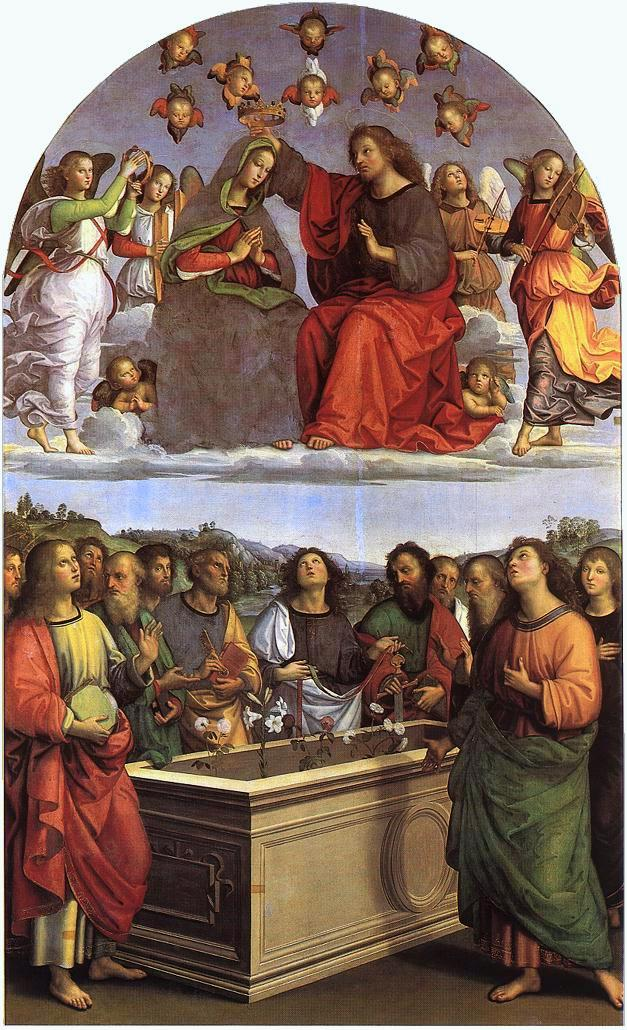
Картина Рафаэля содержит сюжет Успения и коронования

Согласно протоиерею Владимиру Сорокину и Петру Малкову, Православная церковь сохраняет предание, что Богородица была воскрешена силой Божией на третий день после Своего Успения и взошла (была вознесена) на Небо с душой и телом. Иоанн Дамаскин в похвальных словах на Успение Богородицы цитирует апокриф «История Евфимия» (VII век) и на его основании пишет: «узнаем необычайную тайну, как тело Богоматери было отнято у земли, вознесено и взято на Небо». Учение о том, что Богородица была взята на Небо с душой и телом, разделяли жившие в более позднее время авторы: Димитрий Ростовский, Иннокентий Херсонский, Игнатий (Брянчанинов), Филарет Московский. Содержание апокрифа «Сказание об успении Святой Богородицы» вошло в богослужебную практику Православной церкви.
В кондаке праздника Успения сообщается: «В молитвах неусыпающую Богородицу и в ходатайствах надежду непоколебимую гроб и смертность не удержали». В неуставном, то есть не входящим в состав Типикона, чине погребения Божией Матери, совершаемом в отдельных православных храмах, как правило, на третий день после праздника Успения, приведено: «Честное тело Пресвятой Девы тления во гробе не уведе: но Она с телом прешла от земли к небеси», «из гроба тридневно восставшая Дево, якоже и Господь».
Католическая традиция особо выделяет Вознесение Богоматери и последовавшее затем её коронование. Католическая церковь признаёт Вознесение Божией Матери с душой и телом догматом. Точка зрения Православной церкви по этому вопросу до настоящего времени чётко не сформулирована и недостаточно разработана. По мнению протоиерея Валентина Васечко, до настоящего времени Православная церковь не признаёт догмата о взятии Богоматери в небесную славу с душой и телом, так как не признаёт теории догматического развития.

## Богослужебное почитание

### Православная церковь
В православии праздник относится к числу двунадесятых праздников и имеет один день предпразднства и восемь дней попразднства. Празднику предшествует двухнедельный Успенский пост с 1 (14) августа по 14 (27) августа включительно, являющийся наиболее строгим после Великого поста. В VIII веке Косма Маюмский и Иоанн Дамаскин написали два канона этого праздника. Императору Льву Мудрому принадлежит (или приписывается) одна стихира в службе праздника, надписанная «Византиево», а также одна стихира на попразднство (16 августа).
В некоторых местах ради особого чествования праздника совершается особая служба погребению Богоматери (особенно торжественно — в Иерусалиме, в Гефсимании в гробнице Богородицы). Данная служба известна по рукописям XV века и совершается по подобию службы утрени Великой субботы. В XVI веке данная служба была очень распространённой в Русской церкви, но в XIX веке уже была практически забыта и совершалась лишь в немногих местах. В настоящее время чин погребения Богоматери совершается во многих кафедральных и приходских храмах на 2-й или 3-й день праздника. Богослужение начинается всенощным бдением, на великом славословии духовенство выходит к лежащей посреди храма плащанице с изображением Богородицы; совершается её каждение, а затем обнесение плащаницы вокруг храма. После этого совершается помазание верующих елеем, читаются ектении и отпуст.
|                              | На греческом | На церковнославянском (транслитерация) | На русском |
| ---------------------------- | --- | --- | --- |
| Тропарь глас 1 (Ἦχος α')     | Ἐν τῇ Γεννήσει, τὴν παρθενίαν ἐφύλαξας, ἐν τῇ Κοιμήσει τὸν κόσμον οὐ κατέλιπες Θεοτόκε. Μετέστης πρὸς τὴν ζωήν, Mήτηρ ὑπάρχουσα τῆς ζωῆς, καὶ ταῖς πρεσβείαις ταῖς σαῖς λυτρουμένη, ἐκ θανάτου τὰς ψυχὰς ἡμῶν. | В рождестве́ де́вство сохрани́ла еси́, во успе́нии ми́ра не оста́вила еси́, Богоро́дице; преста́вилася еси́ к животу́, Ма́ти су́щи Живота́, и моли́твами Твои́ми избавля́еши от сме́рти ду́ши на́ша. | При родах Ты сохранила девство, при успении Ты не оставила мира, Богородица; Ты преставилась к жизни, будучи Матерью Жизни, и молитвами Твоими избавляешь от смерти души наши. |
| Кондак глас 2 (Ἦχος β')      | Τὴν ἐν πρεσβείαις ἀκοίμητον Θεοτόκον, καὶ προστασίαις ἀμετάθετον ἐλπίδα, τάφος καὶ νέκρωσις οὐκ ἐκράτησεν· ὡς γὰρ ζωῆς Μητέρα, πρὸς τὴν ζωὴν μετέστησεν, ὁ μήτραν οἰκήσας ἀειπάρθενον. | В моли́твах неусыпа́ющую Богоро́дицу, и в предста́тельствах непрело́жное Упова́ние, гроб и умервщле́ние не удержа́ста: я́коже бо Живота́ Ма́терь, к Животу́ преста́ви, во утро́бу Всели́выйся присноде́вственную. | Богородицу, непрестанно молящуюся и в ходатайствах надежду непоколебимую, не удержали гроб и смерть; ибо Её как Мать Жизни привёл к жизни [Христос], Поселившийся в Её вечно девственной утробе. |
| Задостойник глас 1 (Ἦχος α') | Припев 1-й: Αἱ γενεαὶ πᾶσαι, μακαρίζομέν σε, τὴν μόνην Θεοτόκον. Припев 2-й: Ἄγγελοι τὴν Κοίμησιν τῆς Παρθένου, ὁρῶντες ἐξεπλήττοντο, πῶς ἡ Παρθένος ἀπαίρει, ἀπὸ τῆς γῆς εἰς τὰ ἄνω. Ирмос 9-й песни канона: Νενίκηνται τῆς φύσεως οἱ ὅροι, ἐν σοὶ Παρθένε ἄχραντε· παρθενεύει γὰρ τόκος, καὶ ζωὴν προμνηστεύεται θάνατος. Ἡ μετὰ τὸκον Παρθένος, καὶ μετὰ θάνατον ζῶσα, σῴζοις ἀεί, Θεοτόκε, τὴν κληρονομίαν σου | Припев 1-й: Ро́ди вси блажи́м Тя, еди́ную Богоро́дицу. Припев 2-й: А́нгели, успе́ние Пречи́стыя ви́девше, удиви́шася: ка́ко Де́ва восхо́дит от земли́ на не́бо. Побежда́ются естества́ уста́вы, в Те́бе, Де́во Чи́стая: де́вствует бо рождество́, и живо́т предобруча́ет смерть: по рождестве́ Де́ва, и по сме́рти жива́, спаса́еши при́сно, Богоро́дице, насле́дие Твое́. | Поколения все прославляем Тебя, единую Богородицу. Ангелы, увидев Успение Пречистой, удивились, как Девственная восходит от земли на небо. Побеждаются законы природы на Тебе, Дева Чистая: рождение остаётся девственным и смерть обручается с жизнью; по рождении пребывая Девою и по смерти живою, Ты спасаешь всегда, Богородица, наследие Твоё. |

#### Иконография Успения
На иконах Успения Пресвятой Богородицы изображена Дева Мария, лежащая на смертном одре. У головы и у ног её стоят апостолы и другие святые. В центре чуть сзади над одром — Сошедший с Небес Иисус Христос, принимающий на Свои руки пречистую душу Своей Матери. Эта Душа изображается в виде новорождённого младенца, окутанного белыми пеленами — образ того, что смерть каждого человека в Православии мыслится как рождение в Вечную жизнь.

### Католическая церковь
Католики в праздник Успения прославляют Богоматерь, представшую как царица на престоле по правую руку от Сына, принявшую под покровительство род человеческий и ходатайствующую за него перед Всевышним. Успение Богородицы служит назиданием, что смерть не есть уничтожение человеческого бытия, а только переход от земли на небо, от тления и разрушения к вечному бессмертию. Праздник Успения имеет ранг торжества, являющийся высшим рангом в иерархии католических праздников.